# Prodesmodora circulata
Prodesmodora circulata is een rondwormensoort uit de familie van de Desmodoridae. De wetenschappelijke naam van de soort is voor het eerst geldig gepubliceerd in 1925 door Micoletzky.